# بوسه

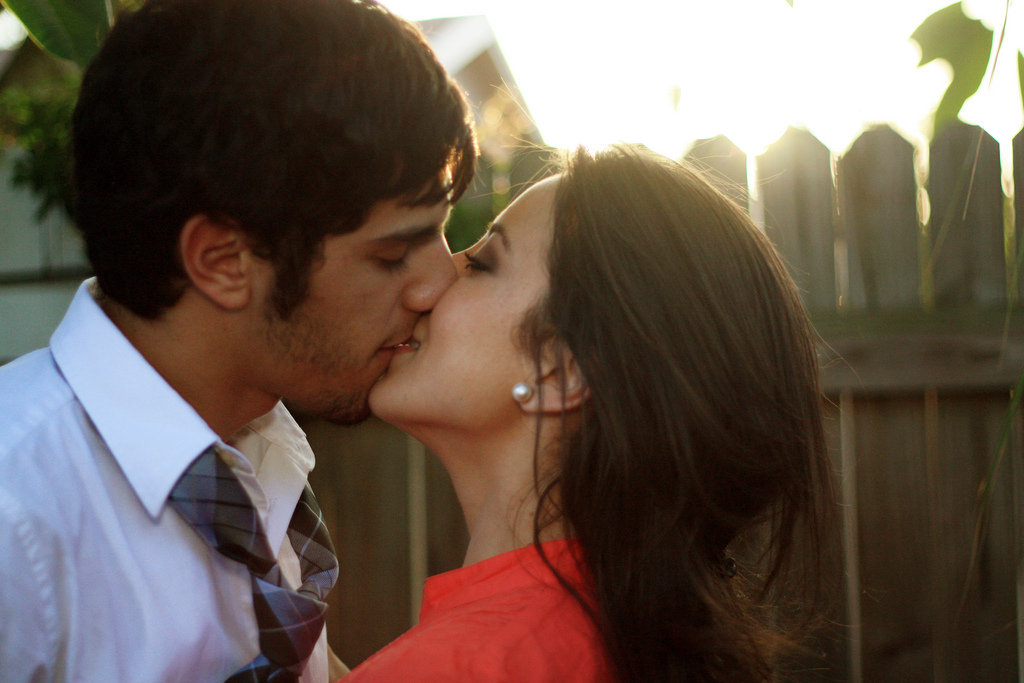
یک مرد و زن درحال بوسیدن

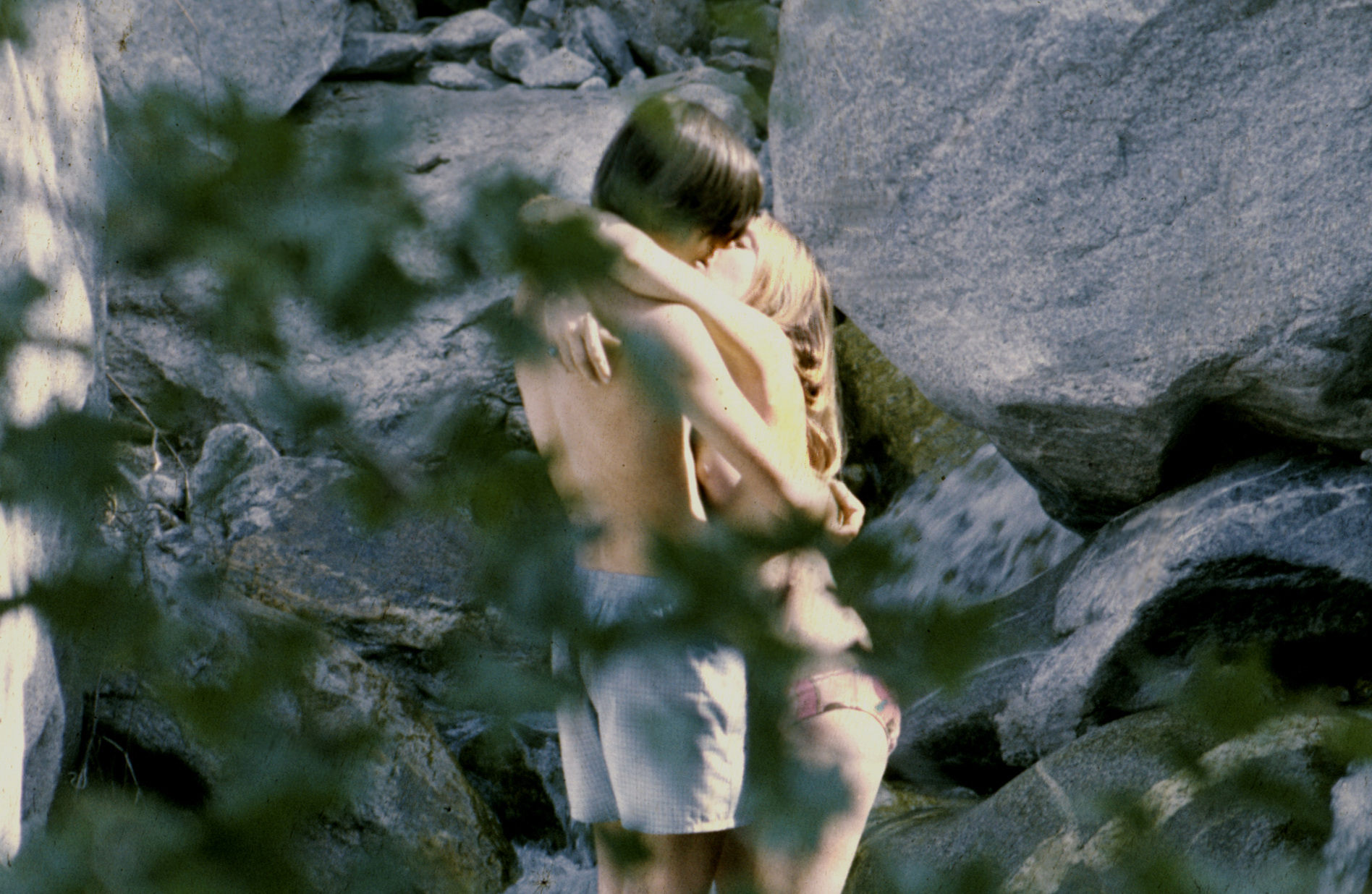
دوست‌دختری درحال بوسیدن دوست‌پسرش

بوسیدن، بوس یا بوسه عبارت است از لمس یا فشار دادن لب‌های یک فرد بر روی لب‌ها یا سایر اجزای فرد دیگر. معانی فرهنگی بوسه بسیار متفاوت است. بسته به فرهنگ و زمینه، بوسه می‌تواند شامل انتقال احساساتی همچون عشق، اشتیاق، رمانس یا رمانتیک، کشش جنسی، آمیزش جنسی، برانگیختگی جنسی، محبت، احترام، احوال‌پرسی، دوستی، صلح و آرزوی موفقیت به همراه موارد بسیار دیگر باشد. در برخی مواقع، بوسه می‌تواند تنها نماد یک ژست نمادین برای ارج‌نهادن به فداکاری یا ایثار باشد. بوسه از لب نشانی از علاقهٔ بسیار زیاد و عشق فراوان است.
—== ریشه واژه ==
بوسه، اسم مرکب از: بوس + ه (پسوند سازندهٔ اسم) برگرفته از مصدر بوسیدن است که خود ریشه در واژهٔ Būsītan در پارسی میانه دارد و واژه‌ای نام‌آوا است؛ یعنی نامش برگرفته از صدایش است. فشار دو لب بر همدیگر و باز شدنش آوایی شبیه واژه ماچ یا بوسه می‌سازد. بوسیتن بعدها بوسیدن شده و حرف ت جایش را به حرف دال داده. محکم است که بوسه از ریشه «بساویدن» به معنی لمس کردن باشد. واژه بوسه فارسی است. در زبان آلمانی واژه مشابهی (Bussi) به همین معنا است.

## مباحث کلی
انسان شناسان هنوز به یک اتفاق نظر در مورد اینکه آیا عمل بوسیدن یاد گرفتنی می‌باشد یا غریزی، نرسیده‌اند. این عمل ممکن است با عمل تمیز کردن که در بین برخی حیوانات دیده می‌شود ارتباط داشته باشد. کریستوفر نیروپ متخصصی است که انواع بوسه‌ها را شناسایی و طبقه‌بندی کرده‌است و خاطرنشان می‌نماید که؛ مقوله‌های بوسه تا حدودی در هم تنیده هستند و بیشتر مواقع همپوشانی دارند. از جمله بنا بر اظهارات وی، فرانسوی‌ها ۲۰ و آلمان‌ها ۳۰ گونهٔ مختلف بوسه دارند بوسیدن لب‌های شخص دیگر در بسیاری از فرهنگ‌های جهان به یک بیان مشترک برای ابراز محبت یا شادباش گرم تبدیل شده‌است. نیروپ همچنین می‌نویسد که بوسه می‌تواند برای بیان احساساتی عاری از عناصر شهوانی مورد استفاده قرار بگیرد و با این تفاسیر، می‌تواند بسیار عمیق و ماندگار باقی بماند. او می‌افزاید: چنین بوسه‌هایی می‌توانند بیانگر عشق، به معنای واقعی کلمه باشند که حاکی از پیام محبت، وفاداری، قدردانی، شفقت، همدلی، شادی شدید یا اندوه عمیق باشد.: 79 